# 李文馥
李文馥（越南语：／，1785年—1849年？），字隣芝，號克齋，越南明鄉人後裔、阮朝官員、文人。曾受封蘇川子，明命年間，改革封爵制度，李文馥的子爵被廢除。
李文馥先世原籍中國福建，他在嘉隆年間中舉後入仕為官，在翰林院、禮、戶及工等部，以及廣義、廣南任職，曾經奉命出使南亞、東南亞、葡屬澳門及中國清朝等地達11次之多，見聞和交遊甚廣，在後世有「周遊列國的越南名儒」的稱號。此外，他長於漢文及喃文著作，撰有《西行見聞紀略》、《閩行雜詠》、《粵行吟草》、《掇拾雜記》、《二十四孝演音》、《玉嬌梨新傳》及《周原雜詠》等，反映其外交經歷及文學才華，亦使他在文壇留名。

## 生平

### 出身及入仕早期
李文馥是越南「明鄉人」後裔，生於後黎朝晚期的奉天府永順縣湖口坊（今属河內市巴亭郡），先祖原籍中國福建漳州府龍溪縣，在明代任官，明清鼎革時遷至越南。傳至李文馥的祖父李克敦（1720年─1789年），於1747年（黎景興八年）考中鄉貢，任官至謹事郎太常寺寺丞。父親李致位（1765年─1824年），以行醫、教學為業。
李文馥本人以科舉入仕。1819年（嘉隆十八年）在鄉試考中鄉貢。明命（1820年─1840年）初年，任翰林編修、充史館，後歷任禮部僉事、協理廣義兼管六堅奇、直隸廣南營參協。李文馥擔任這些官職期間，辦事甚有表現，獲明命帝賞識，升至戶部右侍郎、署右參知之職。
1829年（明命十年），李文馥因受賄罪被一度撤職。事緣在該年農曆二月，有奸商廖寧泰、杜輝松等謀領北城（河內）關稅，以百餘兩銀賄賂李文馥，文馥則從中協助。不久，事件揭發，十月，李文馥罪成撤職，原要收押候絞，但因獲特赦被釋，其後更得阮朝繼續起用。

### 再受起用及周遊列國
李文馥在受賄案被赦後，多次奉命出使國外。據臺灣學者陳益源的研究及統計，李文馥是從1830年（明命十一年）到1847年（紹治七年）的十七年裡，不是奉派出國，便是在管理水師事務，其出使次數最少有十一趟，行程包括小西洋（印度半島沿海）、新加坡、呂宋、廣東、福建、澳門、燕京等地。
據文獻所載的李文馥十一次出使及升遷情況如下：
- 1830年（明命十一年）農曆正月至九月：奉派到小西洋的孟加拉，任務是「遵海操演」。
- 1831年（明命十二年）二月至至四月：奉派到新加坡。回國後授任內務府司務，管定洋船。
- 1831年七月至十二月：護送遇大風失途的中國官員陳棨回福建。
- 1832年（明命十三年）夏至秋，奉命到呂宋辦理公事。
- 1833年（明命十四年）夏至冬，護送因風失途的中國廣東水師梁國棟戰船回國，途中經過澳門。回國後升為兵部主事。
- 1834年（明命十五年）正月至三月，出便新加坡。
- 1834年夏至冬，護送因風失途的廣東水師陳子龍回國。
- 1835年（明命十六年）夏至冬，押送廣南海盜到廣東。
- 1836年（明命十七年）秋至冬，奉派到澳門，察訪兵船音訊。回國後歷任工部郎中、工部右侍郎等職.
- 1840年（明命二十一年），奉派到新加坡。回國後升至工部右參知，權理京畿水師事務。1841年（紹治元年）升為禮部右參知。
- 1841年至1842年（紹治元年至二年），以「如燕正使」身份到中國北京，通報明命去世消息。據《清實錄》記載，李文馥等三人越南使臣獲得在大紅橋瞻覲，並於農曆八月十日（清朝道光帝生日）在正大光明殿向清帝行慶賀禮。[9]

李文馥於1847年（紹治七年），因「辦事不善」再遭貶官。該年農曆二月，有法國戰船駛至沱㶞，展示十字架標幟，阮朝官員認為他們「來意倨傲」。阮朝派李文馥與法人交涉，但李文馥處理手段軟弱，阻擋不住法人帶鎗劍闖入公館挑釁，遂被朝廷指為「案擬發兵」、「有虧國體」，將之免職收押。李文馥遂再一次失勢。 

### 晚年及去世
1848年（嗣德元年），朝廷再三起用李文馥，任郎中，辦理禮部事務。1849年（嗣德二年），升任為光祿寺。其後，據《大南實錄》記載他在此不久後去世，朝廷追授他為「禮部右侍郎」，後世一般按照史文，以1849年為其卒年。學者陳慶浩對此提出質疑，認為李文馥在其著作《掇拾雜記》中所寫的序，是在1850年（嗣德三年），因此應該卒於該年之後。

## 李文馥的「華夷之辨」
李文馥以中華文化自詡，認為當時的越南阮朝是華非夷，並曾為此與清朝官員爭辯。李文馥在1831年（明命十二年）出使中國福建時，因見對方官員把它帶進「粵南夷使公館」，心感不滿，因而「誚讓舘伴官，聲色俱厲，不入舘，令行人裂碎『夷』字」，中國官員便把館名改為「粵南國使官公館」。隨後，李文馥撰寫《夷辨》（後世又稱《辨夷論》），進一步申明論點，指出越南仍流傳著中國的制度文化、學術思想，社會習俗，所以是若將越南「謂之夷，則吾不知何如為華也」；而對綱常道義上「一棄而不顧」的外國民眾，才是他心目中的「夷」；李文馥在文中又強調當日的越南阮朝已發展至崛起成為「天地間一大國矣」，就國力而論，更不應稱夷。《夷辨》的論調在當時便得中國人士認同，對它有「議論正大」、「持論高明」等稱譽。
李文馥經過多年的周遊列國，對西方列強治下的殖民地區亦有所涉足，而他對西方人的觀感則傾向負面，認為他們唯利是圖，「大抵西夷之人，純以商賣為事，持籌握算，殆無虛劇。其謀人之利也，必窮其心慮；其取人之財也，必盡其錙銖」，西方文明是「吾人之所不屑」。李文馥對西方存有排斥心理的成因，學者陳益源分析認為「可能是出自他反殖民態度的一種自然反射，更可能是本源於中國與越南傳統儒家華夷觀念的牢不可破。」

## 著作

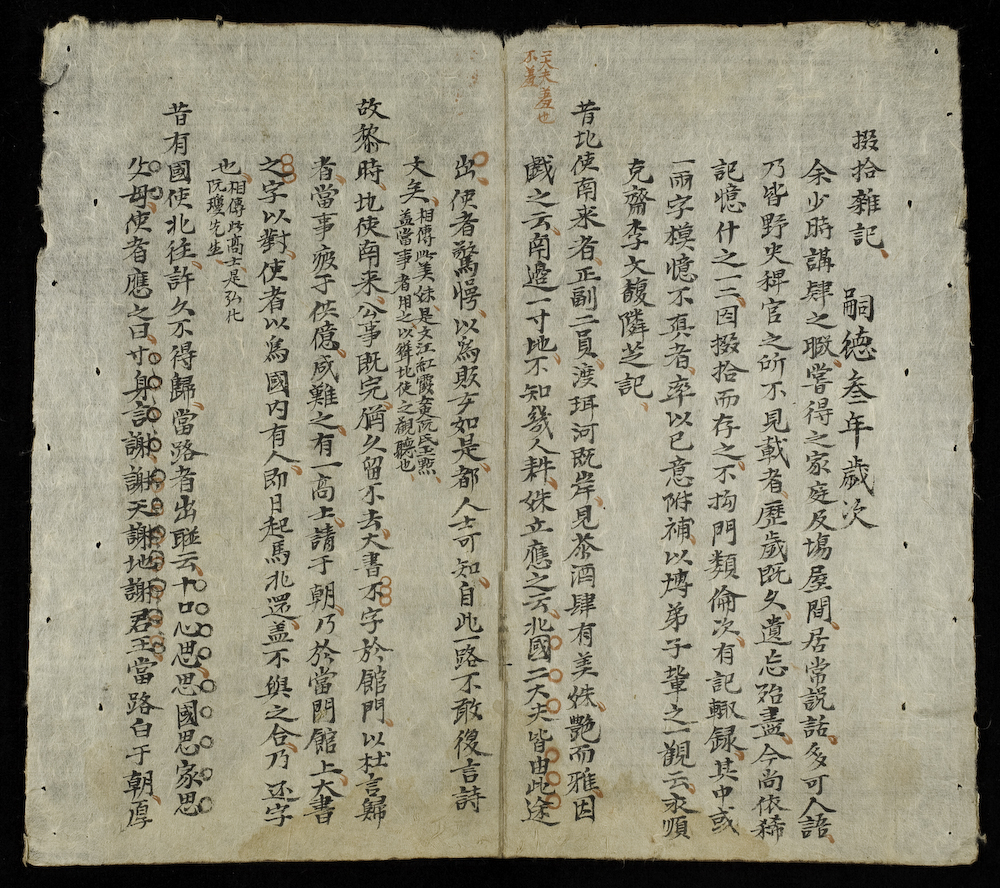
李文馥著作之一《掇拾雜記》

李文馥善於寫作，留下多部獨自撰寫及參予編寫的作品：
- 《西行見聞紀略》：為1830年（明命十一年）出使小西洋的相關著作。[16]
- 《西行詩紀》（《西行詩略》）：又稱《西行詩記》，為1830年（明命十一年）出使小西洋的相關著作。[16]
- 《擬無名公自述賦并序》：為1831年（明命十二年）出使新加坡的相關著作。[16]
- 《閩行雜詠》（又名《閩行詩話》）：為1831年出使中國福建的相關著作。[16]李文馥的《夷辨》亦收錄在內。[17]
- 《東行詩說草》：為1832年（明命十三年）出使呂宋的相關著作。[16]
- 《李文馥遺文》：為1832年出使呂宋的相關著作。[16]
- 《粵行吟草》：為1833年（明命十四年）出使中國廣東的相關著作。[18]
- 《澳門誌行詩鈔》：為1833年出使中國廣東（途經澳門）的相關著作[18]
- 《舟回阻風嘆》：為1834年（明命十五年）出使新加坡的相關著作。[18]
- 《自述記》：為1834年出使新加坡的相關著作。[18]
- 《粵行續吟》：為1834年出使中國廣東的相關著作。[18]
- 《三之粵集草》：為1835年（明命十六年）出使中國廣東的相關著作。[18]
- 《仙城侶話集》。[18]
- 《鏡海續吟》：為1836年（明命十七年）出使澳門的相關著作。[18]
- 《使程誌略草》（《周原雜詠草》（又稱《周原雜詠》、《周原襍咏》）、《皇華雜詠》、《使程遺錄》）：為1841至1842年（紹治元年至二年）出使中國北京的相關著作。[18]
- 《回京日程》：為1841至1842年（紹治元年至二年）出使中國北京的相關著作。[18]
- 《使程便覽曲》：為1841至1842年（紹治元年至二年）出使中國北京的相關著作。[18]
- 《掇拾雜記》：收錄作者從聽聞得來的越南文人的詩文、對聯及逸事，都屬「野史稗官之所不見載者」。[19]
- 《埜史略編紀》：為李文馥與簡德子、著光子阮公著、才德子等多人合力編撰。[20]
- 《二十四孝演音》：為宣揚封建倫理道德思想之作。[1]
- 《李氏家譜》。[2]
- 《玉嬌梨新傳》[21]：根據中國古典文學作品編成。[1]
- 《西廂記》：根據中國古典文學作品編成。[1]
- 《驩州風土記》。[21]
- 《金雲翹傳》。[21]
- 出使中國時創作的詩文：有一部份收錄於中國文人作品當中。[2]

## 家族人物
- 六世祖：原是中國福建龍溪人，在明朝為「科宦顯閥」，明清之際移居越南。[22]
- 祖父：李克敦，於後黎朝晚期以科舉入仕為官。[2]
- 父：李致位：以行醫、教學為業。[2]
- 子：李苾，以父廕獲任建瑞知府。[4]

## 後世評價
李文馥在阮朝，便在文壇上佔一席位。阮朝官修史籍《大南實錄》稱：「文馥有文名，為官屢躓復起，前後閱三十年，多在洋程効勞，風濤驚恐，雲煙變幻，所歷非一，輒見於詩云。」在現代，學者陳慶浩稱他是「阮朝重要的漢喃文作家和出色的外交家」。
由於李文馥的文壇盛名和外交閱歷，使他在現代國際學術界漸受重視。據臺灣學者陳益源指出，近年中國大陸、臺灣、美國、馬來西亞等地，均有學者對李文馥的著作、華夷觀念等方面進行研究。陳益源又提出，國際間應整理新的《李文馥全集》，以便學界對李文馥作全面的研究。

## 引用來源
1. 1 2 3 4  《東南亞歷史詞典》，上海辭書出版社，205頁。
2. 1 2 3 4 5 6  《掇拾雜記》陳慶浩《提要》，收錄於孫遜、鄭克孟、陳益源主編《越南漢文小說集成》第十六冊，上海古籍出版社，50頁。
3. ↑  .   [2017-11-13]. （原始内容存档于2020-09-18）.
4. 1 2 3 4  《大南實錄·大南列傳正編第二集·諸臣列傳·李文馥傳》，茲參考許文堂、謝奇懿編《大南實錄清越關係史料匯編》，中央研究院東南亞區域研究計畫，504頁。
5. ↑  陳益源《越南漢籍文獻述論·越南李文馥筆下十九世紀初的亞洲飲食文化》，正文及注文，北京中華書局，264頁。
6. ↑  陳益源《越南漢籍文獻述論·越南李文馥筆下十九世紀初的亞洲飲食文化》，北京中華書局，264頁。
7. ↑  陳益源《越南漢籍文獻述論·周游列國的越南名儒李文馥及其華夷之辨》，北京中華書局，227頁。
8. ↑  以下主要參考《大南實錄·大南列傳正編第二集·諸臣列傳·李文馥傳》（輯錄於許文堂、謝奇懿編《大南實錄清越關係史料匯編》，中央研究院東南亞區域研究計畫，504頁），及陳益源《越南漢籍文獻述論·周游列國的越南名儒李文馥及其華夷之辨》，北京中華書局，227─228頁。
9. ↑  《清實錄·宣宗實錄》實錄·宣宗實錄》卷三五五，道光二十一年七月庚辰條，及卷三五五，道光二十一年八月辛卯條，茲參考《清實錄越南緬甸泰國老撾史料摘抄》，雲南人民出版社，319頁。
10. ↑  《大南實錄·大南列傳正編第二集·諸臣列傳·李文馥傳》，茲參考許文堂、謝奇懿編《大南實錄清越關係史料匯編》，中央研究院東南亞區域研究計畫，504頁；陳益源《越南漢籍文獻述論·周游列國的越南名儒李文馥及其華夷之辨》，正文及注文，北京中華書局，232頁。
11. ↑  《掇拾雜記》陳慶浩《提要》，收錄於孫遜、鄭克孟、陳益源主編《越南漢文小說集成》第十六冊，上海古籍出版社，51頁。
12. ↑  李文馥《閩行詩話·夷辨》，附錄於陳益源《越南漢籍文獻述論·周游列國的越南名儒李文馥及其華夷之辨》，北京中華書局，233─235頁；潘叔直《國史遺編·大南紀》，香港中文大學新亞研究所東南亞研究室，346頁（書中誤把明命十二年［1831年］出使福建，寫成紹治元年［1841年］出使北京，把「粵南夷使公館」寫成「越夷會館」）。
13. ↑  李文馥《閩行詩話·夷辨》，附錄於陳益源《越南漢籍文獻述論·周游列國的越南名儒李文馥及其華夷之辨》，北京中華書局，236頁。
14. ↑  《李文馥遺文·西洋致富辨》，附錄於陳益源《越南漢籍文獻述論·越南李文馥筆下十九世紀初的亞洲飲食文化》，北京中華書局，278─279頁。
15. ↑  陳益源《越南漢籍文獻述論·周游列國的越南名儒李文馥及其華夷之辨》，北京中華書局，231頁。
16. 1 2 3 4 5 6  陳益源《越南漢籍文獻述論·周游列國的越南名儒李文馥及其華夷之辨》，北京中華書局，228頁。
17. ↑  李文馥《閩行詩話·夷辨》，附錄於陳益源《越南漢籍文獻述論·周游列國的越南名儒李文馥及其華夷之辨》，北京中華書局，233─235頁。
18. 1 2 3 4 5 6 7 8 9 10 11  陳益源《越南漢籍文獻述論·周游列國的越南名儒李文馥及其華夷之辨》，北京中華書局，228頁。
19. ↑  李文馥《掇拾雜記·序》，收錄於孫遜、鄭克孟、陳益源主編《越南漢文小說集成》第十六冊，上海古籍出版社，55頁。
20. ↑  Nom Preservation Foundation─李文馥等《埜史略編大越國阮朝寔錄》 （页面存档备份，存于）。
21. 1 2 3  《掇拾雜記》陳慶浩《提要》，收錄於孫遜、鄭克孟、陳益源主編《越南漢文小說集成》第十六冊，上海古籍出版社，51頁。
22. ↑  陳益源《越南漢籍文獻述論·越南李文馥筆下十九世紀初的亞洲飲食文化》，正文及注文，北京中華書局，263頁。
23. ↑  陳益源《越南漢籍文獻述論·周游列國的越南名儒李文馥及其華夷之辨》，北京中華書局，232─233。